# 吴鸣岗
吴鸣岗（1916年9月—1995年3月2日），男，山东沾化人，中华人民共和国政治人物，曾任济南市政协副主席，山东省政协副主席。